# Masako Miyazaki
Masako Miyazaki (jap. 宮崎 正子, Miyazaki Masako; * 10. Mai 1954 in der Präfektur Saitama) ist eine japanische Jazzsängerin.
Masako Miyazaki nahm 1978 für Victor das Album Get My Wave auf, bei dem sie von Takeru Muraoka, Keitaro Miho, Hiromasa Suzuki, Sadanori Nakamure, Nobuyoshi Ino und Yuichi Togashiki begleitet wurde. Ende 1979 entstand das Alivealbum Live at Misty (JVC) aus dem gleichnamigen Tokioter Jazzclub, mit Toshiyuki Honda, Keitaro Miho, Takeharu Hayakawa und Takeshi Watanabe. In dieser Zeit entstand außerdem mit dem Keitaro-Miho-Trio Miyazakis drittes Album The Good Life (Yamaha), auf dem sie Pop- und Jazzstandards wie „Dindi“, „On Green Dolphin Street“, „Nice Work If You Can Get It“ und „A Song for You“ interpretierte.